# سيلاسيا
سيلاسيا (باليونانية:Σελλασία، وكانت تُسمي قبل 1929 م :Βρουλιά - فيرولا)

هي قرية تقع في لاكونيا، اليونان. كانت القريعة تابعة في ما سبق لبلدية أونيناتاس، وأصبحت منذ عام 2011 تابعة لبلدية أسبرطة. تقع قرية سيلاسيا في طرف وادي نهر يوروتاس، وذلك على بُعد 10 كيلومتر شمالاً من أسبرطة. ويمر الطريق الدولي اليوناني 39 (أسبرطة - تريبولي) في شرق القرية. وتُعرف قرية سيلاسيا بإنتاجها الجيد لزيت الزيتون.

## التاريخ
سميت سيلاسيا على اسم بلدة سلاسياس القديمة، التي كانت تسيطر على مدخل أسبرطة من الشمال. وكانت موقع معركة سيلاسيا [الإنجليزية] في 222 ق.م بين أسبرطة تحت كليومينس الثالث والتحالف المقدوني/الآخيني تحت أنتيغونوس الثالث دوسون [الإنجليزية]. بعد ذلك، تم تدمير سيلاسيا وتم بيع السكان كعبيد.

## الأشخاص
سيلاسيا هي مسقط رأس بافلوس [الإنجليزية] وثاناسيس جياناكوبولوس [الإنجليزية]، مالكي شركة الأدوية فاينكس وأصحاب نادي باناثينايكوس الرياضي. وهي مكان منشأ لاعب التنس بيت سامبراس.

## تاريخ التعداد السكاني
| السنة | التعداد السكاني |
| ----- | --------------- |
| 1981  | 523             |
| 1991  | 487             |
| 2001  | 524             |
| 2011  | 311             |